# Сиротинина, Ольга Борисовна
О́льга Бори́совна Сироти́нина (27 июня 1923, Саратов, СССР — 18 июля 2025, там же) — советский и российский лингвист. Доктор филологических наук (1966), профессор по кафедре русского языка, речевой коммуникации и русского как иностранного Института филологии и журналистики Саратовского государственного университета (1968). Заслуженный деятель науки Российской Федерации (1999), заслуженный профессор СГУ (1993), Почётный работник сферы образования Российской Федерации (2017), долгожительница, продолжавшая заниматься наукой и в возрасте более 100 лет.

## Биография
Родилась 27 июня 1923 года в Саратове. Внучка саратовского политического деятеля эсера Н. Н. Сиротинина, дочь доктора биологических наук О. Н. Сиротининой.
Несмотря на слабое здоровье и плохое зрение, в 1940 году поступила на филологический факультет Саратовского университета, который окончила в 1945 году и поступила в аспирантуру.
В 1949 защитила диссертацию на соискание учёной степени кандидата филологических наук по теме «Говоры восточной половины Духовницкого района Саратовской области». В 1966 году защитила диссертацию на соискание учёной степени доктора филологических наук по теме «Порядок слов в русском языке».
В СГУ работала с 1948 года, сначала ассистентом, а затем старшим преподавателем кафедры славяно-русского языкознания. С 1949 года — доцент кафедры славяно-русского языкознания. В 1968 году стала профессором кафедры. В 1973—1993 — заведующая кафедрой русского языка, затем заведующая кафедрой русского языка и речевой коммуникации. С 1993 — профессор кафедры русского языка и речевой коммуникации. С 2018 — профессор кафедры русского языка, речевой коммуникации и русского как иностранного (очередное переименование кафедры).
В 1970—1991 годах — член научно-методического совета по филологии при Министерстве высшего образования СССР.
В 1970—2003 годах — заместитель председателя Головного совета «Филология» Министерства высшего образования РСФСР / РФ.
В 1995—2003 годах — член Совета по русскому языку при Президенте / Правительстве РФ.
В 2023 году отметила столетний юбилей и 75-летие работы в стенах СГУ.
Умерла 18 июля 2025 года на 103-м году жизни.

## Научная деятельность
В сферу научных интересов О. Б. Сиротининой входили диалекты, разговорная речь, проблемы текста, язык СМИ, культура речи. Автор более 800 научных публикаций, среди которых книги о синтаксисе русского языка, главы в коллективных монографиях, академических и зарубежных изданиях.
С 1993 года — заместитель председателя диссертационного совета Д.212.243.02.
Под научным руководством О. Б. Сиротининой защищено 58 кандидатских и 16 докторских диссертаций.

## Признание
В рамках празднования столетия Саратовского университета об О. Б. Сиротининой была издана биографическая книга «Жизнь вопреки, или я счастливый человек: Воспоминания». — Саратов, 2009. — 292 с. Также в 2012 году Инной Прозоровой был снят документальный фильм «Жизнь вопреки, или я счастливый человек», получивший специальный приз на фестивале документального кино «Саратовские страдания».

## Награды
- заслуженный профессор СГУ (1993[9])
- действительный член Международной академии высшей школы (1994)[9]
- Медаль А. С. Пушкина (1995 год, Международная ассоциация преподавателей русского языка и литературы)[21].
- член-корреспондент РАЕН (1998)[9]
- Заслуженный деятель науки Российской Федерации (1999)[8].
- Почётный работник сферы образования Российской Федерации (2017[8])
- Почётная грамота Президента Российской Федерации (2023)[22]

## Некоторые научные труды

### Монографии
- Порядок слов в русском языке. Саратов, 1965; 2003, 5-е изд. М.: Ленанд, 2014 (Лингвистическое наследие XX века);
- Русский язык: система, узус и создаваемые ими риски. — Саратов: Изд-во Саратовского ун-та, 2013. — 116 с.
- Сиротинина О. Б., Дегальцева А. В. Динамика норм русского языка: ответ на вызовы времени и новые условия жизни. — Саратов, 2023.[23]
- С. В. Андреева, А. Н. Байкулова, Т. С. Боц, Е. Ю. Викторова, И. А. Вороновская, А. А. Гвоздюк, А. В. Дегальцева, А. А. Кисельникова, М. А. Кормилицына, Е. П. Макеева, А. И. Матяшевская, Т. А. Милёхина, О. В. Мякшева, О. С. Незнаева, О. В. Никитина, О. Б. Сиротинина, Н. Г. Тырникова, Е. В. Уздинская. Эффективность коммуникации: влияние сфер общения на факторы её достижения / под ред. О.Б. Сиротининой. — Саратов: ООО Изд. центр «Наука», 2021. — 256 с.[24]

### Учебные издания
- Современная разговорная речь и её особенности: Учебное пособие для педагогических институтов по специальности «Русский язык и литература». — М.: Просвещение, 1974. — 144 с.
- Что и зачем нужно знать учителю о русской разговорной речи: Пособие для учителя / О. Б. Сиротинина. — М.: Просвещение: Учебная литература, 1996. — 175 с. ISBN 5-09-006455-5;
- Лекции по синтаксису русского языка: Учебное пособие для студентов филологических специальностей университетов. — М., 1980, 2003 и 2006;
- Русский язык и культура речи: учебник для студентов-нефилологов: учебное пособие / под ред. О. Б. Сиротининой. — Саратов: Изд-во Сарат. ун-та, 2001. — 212 с. (переиздавался в М.: Едиториал УРСС, 2002. Изд. 2-е. стер.; 2003; 2008; 2016) (в соавт. с В. Е. Гольдиным и М. А. Ягубовой);

### Статьи
- Устная речь и типы речевых культур // Русистика сегодня. — 1995. — № 4.
- О терминах «разговорная речь», «разговорность» и «разговорный тип речевой культуры» // Лики языка. — М., 1998.
- Современный публицистический стиль русского языка // Russistik. — 1999. — № 1-2.
- Основные критерии хорошей речи // Хорошая речь. Саратов, 2001. (неоднократно переиздавалась в Москве: ЛКИ, 2007, 2008, Книжный дом «Либроком», 2009, 2014, 2015, 2016)